# Kniha Nehemjáš
Biblická kniha Nehemjáš (hebrejsky נְחֶמְיָה‎, Nechemja) je v pořadí šestnáctá kniha hebrejských písem Starého zákona. Byla dopsána někdy po roce 443 př. n. l., tedy po navrácení Židů z vyhnanství v Babylónu. Původně tvořila jednu knihu s knihou Ezdráš, která se jmenovala Ezdráš. Později ji Židé rozdělili na dvě knihy. Nejprve se jmenovaly první a druhá kniha Ezdrášova, pak se druhá kniha Ezdrášova stala známou pod jménem kniha Nehemjáš.

## Pisatel knihy
Pisatelem knihy je hebrejský prorok Nehemjáš syn Chakaljáše. Vyplývá to z úvodu knihy a z toho, že Nehemjáš píše většinou v první osobě. Jméno Nehemjáš znamená „Jah utěšuje“. Nehemjáš sloužil perskému králi Artaxerxovi I (Artaxerxes Longimanus) jako číšník.

## Obsah knihy

### Nehemjáš odchází z Persie do Jeruzaléma (1,1–2,20)
Nehemjáš se dozvídá o smutné situaci Židů v Jeruzalémě. Zdi města a brány jsou pobořené. Nehemjáš se proto modlí k Bohu o pomoc. Nehemjáš požádá krále o to, aby se mohl vrátit do Jeruzaléma a zorganizovat obnovu města. Král žádosti vyhoví a Nehemjáš odchází do Jeruzaléma. Izraelity povzbudí k další práci na zdech. Ostatní národy se snahám Židů posmívají.EZDRÁŠ A NEHEMJÁŠ: OBNOVA BOŽÍHO LIDU Knihy Ezdráš a Nehemjáš vypráví o národním a duchovním vzkříšení lidu Izraele v zaslíbené zemi po období soudu v babylonském exilu. Pod vedením svých představených překonávají navrátilci vnější i vnitřní problémy a podle řádů Mojžíšova zákona společně obnovují jeruzalémský chrám, komunitu a město. Dílo obnovy je však od začátku do konce nejisté a křehké. POSTAVENÍ V BIBLI Knihy Ezdráš (Ezd) a Nehemjáš (Neh) patří k nejméně čteným a pojednávaným knihám Bible. Zdají se čtenářsky nepřístupné: obsahují mnoho seznamů, jejich příběh je komplikovaný, chronologicky ne zcela jasný, v závěru otevřený. Témata jsou výrazně starozákonní. Hlavními aktéry jsou lidé, Bůh do děje přímo nezasahuje, resp. Boží zásahy jsou zřejmé pouze víře hlavních postav. Přesto však Ezd a Neh hrají v Bibli důležitou roli. Ve starozákonním kánonu dvoudílné křesťanské Bible uzavírají Ezd a Neh blok dějepravných knih (Gn – Est), a představují tak vyústění příběhu lidu staré smlouvy. V židovské verzi kánonu po Ezd-Neh následuje už jen Paralipomenon, jakási celková rekapitulace Bible. Ezd-Neh je tedy finále (sz.) biblického příběhu: Bůh zůstává Izraeli věrný navzdory hříchu a soudu. Návratem z babylonského zajetí, který je představen jako repríza egyptského exodu, začíná nový úsek cesty Izraele se svým Bohem, úsek otevřený do nadějné, byť nejisté budoucnosti. Literárně i zvěstně je kniha Ezd-Neh úzce spojena s 1-2 Pa. Spisy Ageův a Zacharjášův (Ag, Za) jsou jejím prorockým komentářem a doplněním: v Ezd-Neh se ohlašuje mesiášská budoucnost.

### Obnova městských zdí (3,1–6,19)
Jakmile Židé zdárně postaví polovinu výšky městské zdi, nepřátelé se přestávají posmívat a organizují ozbrojený útok na Jeruzalém. Nehemjáš povzbuzuje Židy, že je Bůh na jejich straně a přeorganizoval práci, aby mohli čelit napjaté situaci. Někteří stojí na stráži s píkami, ostatní pracují s meči u boku. Nehemjáš musí řešit i problémy mezi Izraelity. Někteří z nich provozují nezákonnou lichvu.
Nehemjáš se musí vyhnout ještě několika dalším lstivým pokusům, jak zabránit stavbě zdí. Nakonec je stavba zdi zdárně dokončena. Celá stavba trvala 52 dní.

### Shromáždění lidu a další postupy (7,1–12,26)
Židé z celého Izraele jsou svoláni na zvláštní slavnost. Ezdráš a levité čtou a vysvětlují lidem Mojžíšův zákon. Izraelité se velmi radují a později je zorganizován svátek chýší.
Izraelité na závěr vyznávají pokorně své hříchy a stvrzují, že nebudou uzavírat sňatky s lidmi z ostatních národů, že budou zachovávat sabaty a zavedou opatření pro chrámovou službu.
Protože většina Židů žije mimo Jeruzalém, metají los a každý desátý se přestěhuje natrvalo do Jeruzaléma.

### Zasvěcení zdi (12,27–13,3)
Zasvěcení městské zdi je další důvod k shromáždění. Židé opět čtou zákon, jsou zorganizovány pěvecké sbory a radují se.

### Izraelité potřebují po čase opět ukáznění (13,4–13,31)
Nehemjáš, který žil nějakou dobu v Babyloně, se vrací zpět do Jeruzaléma a shledává, že židé opět porušují boží zákon. Židé neplatí levitům desátky a tak se levité nemohou plně věnovat kněžské službě a vydělávají si na živobytí jinak. Izraelité opět nezachovávají sabat. I přes slavnostní slib si opět berou za manželky ženy z pohanských národů. Jejich potomci už často nemluví ani židovským jazykem. Nehemjáš opět napravil tyto chyby a pomohl izraelitům, aby opět zachovávali boží zákon.